# Сільхозтехніка
Сільхозте́хніка (рос. Сельхозтехника) — селище у складі Подольського міського округу Московської області, Росія.

## Населення
Населення — 435 осіб (2010; 291 у 2002).
Національний склад (станом на 2002 рік):
- росіяни — 89 %